# 루돌프 발렌티노
로돌포 피에트로 필리베르토 라파엘로 굴리엘미 디 발렌티나(이탈리아어: Rodolfo Pietro Filiberto Raffaello Guglielmi di Valentina d'Antonguella, 1895년 5월 6일 ~ 1926년 8월 23일)는 루돌프 발렌티노(이탈리아어: Rudolph Valentino)라는 예명으로 활동한 이탈리아의 배우이다. 1920년대의 섹스 심벌이었던 발렌티노는 라틴 러버(Latin Lover)로 알려졌다.
발렌티노는 31세의 나이로 갑작스럽게 사망하는데, 이는 그의 여성 팬들 사이에서 집단 히스테리를 일으켰으며, 이것으로 말미암아 아이콘의 지위를 얻는데 부채질하는 계기가 되었다.